# Leopold Karpeles
Leopold Karpeles (magyarul: Karpeles Lipót) (Prága,Habsburg Birodalom, ma Csehország, 1838. szeptember 9. – Washington, D.C., USA 1909. február 2.) zsidó származású magyar-amerikai polgár, aki kitüntette magát az amerikai polgárháborúban, zászlótartó őrmesterként harcolt az unionisták oldalán, hőstettei elismeréseképpen 1870-ben megkapta Medal of Honort, az amerikai kongresszus legmagasabb jutalmát.

## Élete
Leopold Karpeles kereskedő családban született, bátyjával, Emillel 1849-ben emigrált Amerikába. Bátyjával együtt a texasi Galvestonban telepedtek meg, kereskedői utakat tettek Mexikóba, s az USA nyugati részeibe. 1861-ben bekövetkezett az északi és a déli államok kettészakadása. Leopold Karpeles ellenezte a szecessziót  és a déli rabszolgatartó rendszert is, így belépett az északiak oldalán a polgárháborúba. 1862 augusztus 15-én felvették a 46. számú massachusettsi gyalogezredbe, később az 57. számú massachusettsi gyalogezredben harcolt ugyancsak zászlótartó őrmesteri beosztásban. Végigharcolta a polgárháborút, kitüntette magát a virginiai Vadon csatában 1864. május 5-7, s a North Anna folyó melletti csatában 1864. május 24-26-án. Kritikus helyzetekben lengette a zászlót, jelezve, hogy merre van lehetőség támadásba lendülni, kitörni vagy visszavonulni. Az North Anna folyó melletti csatában súlyosan megsebesült, talpon maradt, s harcolt, ameddig tudott, de nagyon sok vért veszített, s a következő évet katonai kórházakban töltötte.
Az egyik washingtoni kórházban beleszeretett egy nővérbe, feleségül vette, felesége sajnos nemsokára meghalt, később elvette feleségének a húgát. A polgárháború után Washingtonban telepedett meg, s a Pénzügyminisztériumban kapott állást. 1909-ben érte a halál. Washingtonban helyezték örök nyugalomra (Washington Hebrew Congregation Cementery).

## Díjak, elismerések
1870 április 30-án kapta meg a Medal of Honort, azaz a kongresszusi becsületrendet a virginiai Wilderness melletti csatában tanúsított hősiességéért.